# Translit (Zeitschrift)
Translit (russ. Транслит) ist der Name einer russischen Literaturzeitschrift, die seit 2005 in St. Petersburg erscheint. Herausgegeben wird sie von Pawel Arsenew, zur Redaktion gehören momentan Alexander Smuljanski, Sergej Jermakow, Michail Kurtow, Kirill Kortschagin, Ainsley Morse, Tatjana Jegorowa und Jelena Pasynkowa. In der Zeitschrift finden sich sowohl literaturtheoretische als auch literarische Texte. Bis Juni 2018 wurden 21 Ausgaben veröffentlicht.